# Volksbank Breisgau Nord
Die Volksbank Breisgau Nord ist eine deutsche Genossenschaftsbank mit Hauptsitz in Emmendingen (Baden-Württemberg). Sie ist dem Bundesverband der deutschen Volks- und Raiffeisenbanken angeschlossen, deren Zentralinstitut die DZ Bank ist. Ihr Rechenzentrum ist die Atruvia AG in Karlsruhe.

## Geschichte
Die Volksbank Breisgau Nord eG entstand aus dem Zusammenschluss zweier regionaler Banken:
- Volksbank Emmendingen Kaiserstuhl eG
- Volksbank Waldkirch eG

Am 23. Dezember 1875 ließ sich die Volksbank Emmendingen eG in das Genossenschaftsregister eingetragen und nahm daraufhin ihren Geschäftsbetrieb auf. Durch die Gründung der Spar- und Darleihkasse eGmbH Eichstetten 1898 legte man den Grundstein für die spätere Volksbank Kaiserstuhl eG.
Zunächst änderte sich der Name 1925 in Spar- und Darlehenskasse Eichstetten. 44 Jahre später, im Jahre 1969, sprach man von der Spar- und Kreditbank eGmbH Eichstetten. Im Jahr 1972 firmierte sich die Spar- und Kreditbank eGmbH Eichstetten zur Volksbank-Raiffeisenbank Bötzingen-Eichstetten eGmbH um. Im Jahre 1976 fusionierten zahlreiche kleine Kreditinstitute zur Raiffeisen-Volksbank Kaiserstuhl-March eG.
Parallel dazu wurde der Vorschussverein Waldkirch eGmbH im Jahre 1905 gegründet. 18 Jahre später erfolgte eine Umfirmierung auf den Namen Vereinsbank Waldkirch eGmbH. Die Generalversammlung beschloss 1941 eine Namensänderung in Volksbank Waldkirch eGmbH. Damit wollte die Volksbank Waldkirch einem allgemeinen Trend der deutschen Kreditgenossenschaften nachkommen.
Zur Fusion zwischen der Volksbank Emmendingen eG und der Volksbank Kaiserstuhl-March eG kam es am 1. Juli 1998 zur Volksbank Emmendingen-Kaiserstuhl.
Genau vier Jahre später, am 1. Juli 2002, schlossen sich die Volksbank Waldkirch eG und die Volksbank Emmendingen-Kaiserstuhl eG zur heutigen Volksbank Breisgau Nord eG zusammen.

## Rechtsgrundlagen
Rechtsgrundlagen der Bank sind das Genossenschaftsgesetz und die Satzung. Die Organe der Genossenschaftsbank sind der Vorstand, der Aufsichtsrat und die Vertreterversammlung. Die Bank ist der BVR Institutssicherung GmbH und der Sicherungseinrichtung des Bundesverbandes der Deutschen Volksbanken und Raiffeisenbanken e. V. angeschlossen.

## Geschäftsgebiet
Die Volksbank Breisgau Nord unterhält 13 Geschäftsstellen und einen Standort, an dem die Kunden einfache Bankgeschäfte selbständig tätigen können. Der Hauptsitz der Volksbank Breisgau Nord eG befindet sich in Emmendingen, weiterer Geschäftssitz ist Waldkirch. Das Geschäftsgebiet reicht von Bötzingen bis Oberprechtal und von Kenzingen bis Denzlingen.

## Besonderheiten/Sonstiges

### Bürgerstiftung
Ende 2010 wurde die Bürgerstiftung der Volksbank Breisgau Nord eG gegründet. Es ist eine regionale, gemeinnützige Stiftung von Bürgern für Bürger, die förderungswürdige Projekte in der Region unterstützt. Die Idee der Bürgerstiftung entspricht der Philosophie der Volksbank Breisgau Nord eG.
Sie baut kontinuierlich Stiftungskapital auf, um Bürgerengagement in der Region nachhaltig zu unterstützen. Das Stiftungsvermögen setzt sich zusammen aus einer Stiftungseinlage der Volksbank Breisgau Nord eG über 250.000 Euro und Zustiftungen engagierter Bürger. Das Vermögen der Stiftung wird gewinnbringend angelegt und bleibt in vollem Umfang erhalten. Die Erträge daraus stehen zur nachhaltigen Förderung gemeinnütziger Zwecke zur Verfügung. Stiftungsvorstand und Stiftungskuratorium arbeiten ehrenamtlich. Sie beraten und beschließen über die Verwendung der Mittel für gemeinnützige Anliegen.